# Christine Gloger
Christine Gloger (* 25. Februar 1934 als Christel Niemann in Schwerin; † 19. Februar 2019) war eine deutsche Schauspielerin.

## Leben
Da der Vater die Familie verlassen hatte, als Christel Niemann (so ihr Geburtsname) drei Jahre alt war, und ihre Mutter sehr hart arbeiten musste, kamen sie und ihre ältere Schwester in ein Heim, in dem die Prügelstrafe eine normale Erziehungsmethode war. Nach dem Zweiten Weltkrieg konnte sie die Oberschule absolvieren und wollte Schauspielerin werden. Die Bewerbung an der Schauspielschule in Berlin war erfolglos. Christel Niemann begann in einer Weberei in Warnemünde beruflich zu weben und nahm in Rostock Malunterricht. Anschließend begann sie in einer großen Buchhandlung zu arbeiten und wurde bald die Leiterin der Abteilung für russische Literatur. Eine erneute Bewerbung an einer Schauspielschule, diesmal in Leipzig, hatte Erfolg. Nach dem Studium ging sie mit ihrem Lehrer Ottofritz Gaillard zu Fritz Bennewitz an das Meininger Theater. Hier war sie unter anderen die Ophelia in Hamlet, die Anne Frank und sie spielte ihre ersten Brecht-Rollen.
Während eines Gastspiels des Meininger Theaters 1958 mit dem Brecht-Stück Die Dreigroschenoper am Berliner Ensemble hinterließ Christel Gloger einen so starken Eindruck, dass sie bereits kurze Zeit später in demselben Stück im Berliner Ensemble besetzt wurde. Von nun an wurde sie als Christine Gloger angekündigt. Das Berliner Ensemble blieb für mehrere Jahrzehnte ihre Heimstatt und sie entwickelte sich zur anspruchsvollen Brecht-Interpretin. Auch im Fernsehen war sie immer wieder zu sehen, nur bei der DEFA hatte sie nicht viele Auftritte.
In erster Ehe war Christine Gloger von 1956 bis 1960 mit dem Schriftsteller und Maler Gotthold Gloger verheiratet. Danach heiratete sie den französischen Regisseur Guy de Chambure Marquis de Pelletier. In dritter Ehe war sie über 40 Jahre mit dem Theatermann Rolf Stiska verheiratet. Sie starb im Februar 2019, wenige Tage vor ihrem 85. Geburtstag. Ihre letzte Ruhestätte fand sie auf dem Friedhof der Dorotheenstädtischen und Friedrichswerderschen Gemeinden in Berlin-Mitte.

## Filmografie
- 1966: Die Tage der Commune (Theateraufzeichnung)
- 1971: König Lear (Fernsehfilm)
- 1980: Die Verlobte
- 1983: Mathilde Möhring (Fernsehfilm)
- 1984: Die Poggenpuhls (Fernsehfilm)
- 1985: Hälfte des Lebens
- 1989: Großer Frieden (Theateraufzeichnung)
- 2000: 39 1/2 (Kurzfilm)

## Theater
- 1958: Bertolt Brecht: Leben des Galilei (Virginia) – Regie: Fritz Bennewitz (Das Meininger Theater)
- 1958: Bertolt Brecht: Die Dreigroschenoper (Polly Peachum) – Regie: (Fritz Bennewitz) (Das Meininger Theater)
- 1963: Bertolt Brecht: Die Dreigroschenoper (Polly Peachum) – Regie: Erich Engel (Berliner Ensemble)
- 1963: Bertolt Brecht: Über die großen Städte (Brecht-Abend Nr. 2) – Regie: Manfred Karge/Matthias Langhoff (Berliner Ensemble)
- 1965: Bertolt Brecht: Der gute Mensch von Sezuan (Shen Te/Shui Ta) – Regie: Guy de Chambure (Thomas-Müntzer-Theater Eisleben)
- 1967: Bertolt Brecht: Der Brotladen (Brecht-Abend Nr. 4) – Regie: Manfred Karge/Matthias Langhoff (Berliner Ensemble)
- 1967: Bertolt Brecht: Aufstieg und Fall der Stadt Mahagonny (Hure) – Regie: Manfred Karge/Matthias Langhoff (Berliner Ensemble)
- 1969: Aischylos: Sieben gegen Theben – Regie: Manfred Karge/Matthias Langhoff (Berliner Ensemble)
- 1969: Bertolt Brecht: Die heilige Johanna der Schlachthöfe (Johanna Dark) – Regie: Manfred Wekwerth/Joachim Tenschert (Berliner Ensemble)
- 1969: Bertolt Brecht: Das Manifest (Brechtabend Nr. 5) – Regie: Klaus Erforth/Alexander Stillmark (Berliner Ensemble)
- 1970: Bertolt Brecht: Die Dreigroschenoper (Spelunken-Jenny) – Regie: Werner Hecht/Wolfgang Pintzka (Berliner Ensemble)
- 1971: Bertolt Brecht: Im Dickicht der Städte – Regie: Ruth Berghaus (Berliner Ensemble)
- 1971: Bertolt Brecht: Die Gewehre der Frau Carrar (Teresa Carrar) – Regie: Ruth Berghaus (Berliner Ensemble)
- 1971: Bertolt Brecht: Leben des Galilei (Virginia) – Regie: Fritz Bennewitz (Berliner Ensemble)
- 1973: Heiner Müller: Zement (Dascha) – Regie: Ruth Berghaus (Berliner Ensemble)
- 1974: Bertolt Brecht nach Christopher Marlowe: Leben Eduards des Zweiten von England (Königin Anna) – Regie: Ekkehard Schall/Barbara Berg (Berliner Ensemble)
- 1974: Bertolt Brecht: Die Mutter (Hausbesitzerin) – Regie: Ruth Berghaus (Berliner Ensemble)
- 1975: Bertolt Brecht: Herr Puntila und sein Knecht Matti – Regie: Peter Kupke (Berliner Ensemble)
- 1976: Bertolt Brecht: Der kaukasische Kreidekreis – Regie: Peter Kupke (Berliner Ensemble)
- 1979: Paul Gratzik: Lisa (Lisa) – Regie: Hella Müller (Berliner Ensemble – Probebühne)
- 1980: Volker Braun: Simplex deutsch – Regie: Piet Drescher (Berliner Ensemble – Probebühne)
- 1981: Bertolt Brecht: Mann ist Mann (Witwe Begbick) – Regie: Konrad Zschiedrich (Berliner Ensemble)
- 1982: Jürgen Hart: Wo treue Liebe waltet – Regie: Christoph Brück (Berliner Ensemble – Probebühne)
- 1983: Bertolt Brecht: Trommeln in der Nacht (Annas Mutter) – Regie: Christoph Schroth (Berliner Ensemble)
- 1984: Johann Wolfgang von Goethe: Faust-Szenen (Frau Marthe) – Regie: Horst Sagert (Berliner Ensemble)
- 1984: Peter Weiss: Der neue Prozess (Fräulein Montag) – Regie: Axel Richter (Berliner Ensemble)
- 1986: Carl Zuckmayer: Der Hauptmann von Köpenick – Regie: Christoph Brück (Berliner Ensemble)
- 1987: Jorge Díaz: Die ganze lange Nacht (Rosario) – Regie: Alejandro Quintana (Berliner Ensemble)
- 1987: Arnold Schönberg: Moses und Aron (Frau aus dem Volk) – Regie: Ruth Berghaus (Deutsche Staatsoper Berlin)
- 1988: Volker Braun: Lenins Tod (Nadeshda) – Regie: Christoph Schroth (Berliner Ensemble)
- 1988: Igor Strawinsky: Geschichte vom Soldaten (Vorleserin) – Regie: Ruth Berghaus (Zweites Musiktreffen St. Moritz)
- 1989: Heiner Müller: Germania Tod in Berlin – Regie: Fritz Marquardt (Berliner Ensemble)
- 1990: Michai Schatrow: Dalsche … Dalsche … Dalsche!  Weiter … weiter … weiter! – Regie: Christoph Schroth (Volksbühne Berlin)
- 1991: Georg Seidel: Villa Jugend (Lydia Neitzel) – Regie: Fritz Marquardt (Berliner Ensemble)
- 1993: Ödön von Horváth: Sladek (Frau Anna) – Regie: Fritz Marquardt (Theater am Schiffbauerdamm Berlin)
- 1993: Seán O’Casey: Juno und der Pfau (Juno) – Regie: Fritz Marquardt (Theater am Schiffbauerdamm Berlin)
- 1994: Samuel Beckett: Endspiel – Regie: Peter Palitzsch (Berliner Ensemble)
- 1996: Lothar Trolle: Die Heimarbeiterin – Regie: Wera Herzberg (Berliner Ensemble)

## Hörspiele und Features
- 1971: Bertolt Brecht: Die Tage der Commune (Frau aus der  Rue Pigalle) – Regie: Manfred Wekwerth/Joachim Tenschert (Theater-Hörspiel – Litera)
- 1984: Hans Fallada: Der Pechvogel (Mutter) – Regie: Manfred Täubert (Hörspiel nach dem Roman: Damals bei uns daheim – Rundfunk der DDR)
- 1984: Thomas Heise: Schweigendes Dorf (Häftling) – Regie: Thomas Heise (Hörspiel – Rundfunk der DDR)
- 1986: Walter Jens nach Euripides: Der Untergang (Hekabe) – Regie: Barbara Plensat (Hörspiel nach der Tragödie: Die Troerinnen – Rundfunk der DDR)
- 1987: Lothar Walsdorf: Die Mittagsfrau (Mittagsfrau) – Regie: Peter Brasch (Kinderhörspiel – Rundfunk der DDR)
- 1990: Waldtraut Lewin: Der goldene Regen (Sanfte Stimme) – Regie: Barbara Plensat (Hörspiel – Rundfunk der DDR)
- 1991: Gabriel Josipovici: Nachruf auf L. S. (Ehefrau) – Regie: Robert Matejka (Hörspiel – RIAS Berlin)
- 1991: Ingomar von Kieseritzky: Wunschprogramme für Riesenschildkröten (Eudora) – Regie: Barbara Plensat (Hörspiel – Funkhaus Berlin/SDR)
- 1991: Mira Buljan: Der 7. Bruder (Alte Mutter) – Regie: Barbara Plensat (Hörspiel – Funkhaus Berlin/ORF)
- 1993: Guido Koster: Im Viertel des Mondes (Dvorah) – Regie: Karlheinz Liefers (Hörspiel – DS-Kultur/SFB)
- 1999: Dagmar Scharsich: Salve! (Helene) – Regie: Barbara Plensat (Kriminalhörspiel – NDR)
- 1999: Andreas Knaup: Erinnern – Vergessen (Maria Lorenz) – Regie: Robert Matejka (Kriminalhörspiel – DLR)
- 2000: Stefan Mahlke: Stopfe ihm das Maul (Helene Weigel in Briefen und Tondokumenten) – Regie: Jürgen Dluzniewski (Feature – MDR)
- 2001: Christa Ludwig: Pendelblut (Ellas Mutter) – Regie: Andrea Getto (Hörspiel des Monats August 2001 – NDR)
- 2004: Andreas Knaup: Wash and Kill (Frau Karst) – Regie: Klaus-Michael Klingsporn (Kriminalhörspiel – DLR)
- 2005: Friedrich Wilhelm Murnau/Bram Stoker: Nosferatu-Der doppelte Vampir (Wirtin/Schwester) – Regie: Klaus Buhlert (Hörspiel – DLR)

## Synchronisation
| Film        | Jahr | Rolle | Darsteller        |
| ----------- | ---- | ----- | ----------------- |
| Der Richter | 1961 | Maria | Claudia Cardinale |

## Auszeichnungen
- 1971: Kritikerpreis der Berliner Zeitung für die Rolle der Frau Carrar in Bertolt Brechts Die Gewehre der Frau Carrar[4]
- 1976: Kunstpreis der DDR[5]